# Mesoligia suffuruncula
Mesoligia suffuruncula är en fjärilsart som beskrevs av Jean Baptiste Boisduval 1840. Mesoligia suffuruncula ingår i släktet Mesoligia och familjen nattflyn. Inga underarter finns listade i Catalogue of Life.